# Vol Avient Aviation 324
Le 28 novembre 2009, un McDonnell Douglas MD-11 effectuant le vol Avient Aviation 324, un vol cargo international reliant  Shanghai, en Chine, à Bichkek, au Kirghizistan, s'est écrasé lors de la phase de décollage, causant la mort de trois des sept membres d'équipage présents à bord. 
Alors que l'avion effectue sa rotation pour le décollage, la queue a heurté le sol et l'avion a ensuite dépassé l'extrémité de la piste, puis s'est écrasé à proximité de la fin de la piste. Il s'agit du premier accident aérien mortel survenu à l'aéroport international de Shanghai-Pudong, depuis sa création en 1999.

## Avion et équipage

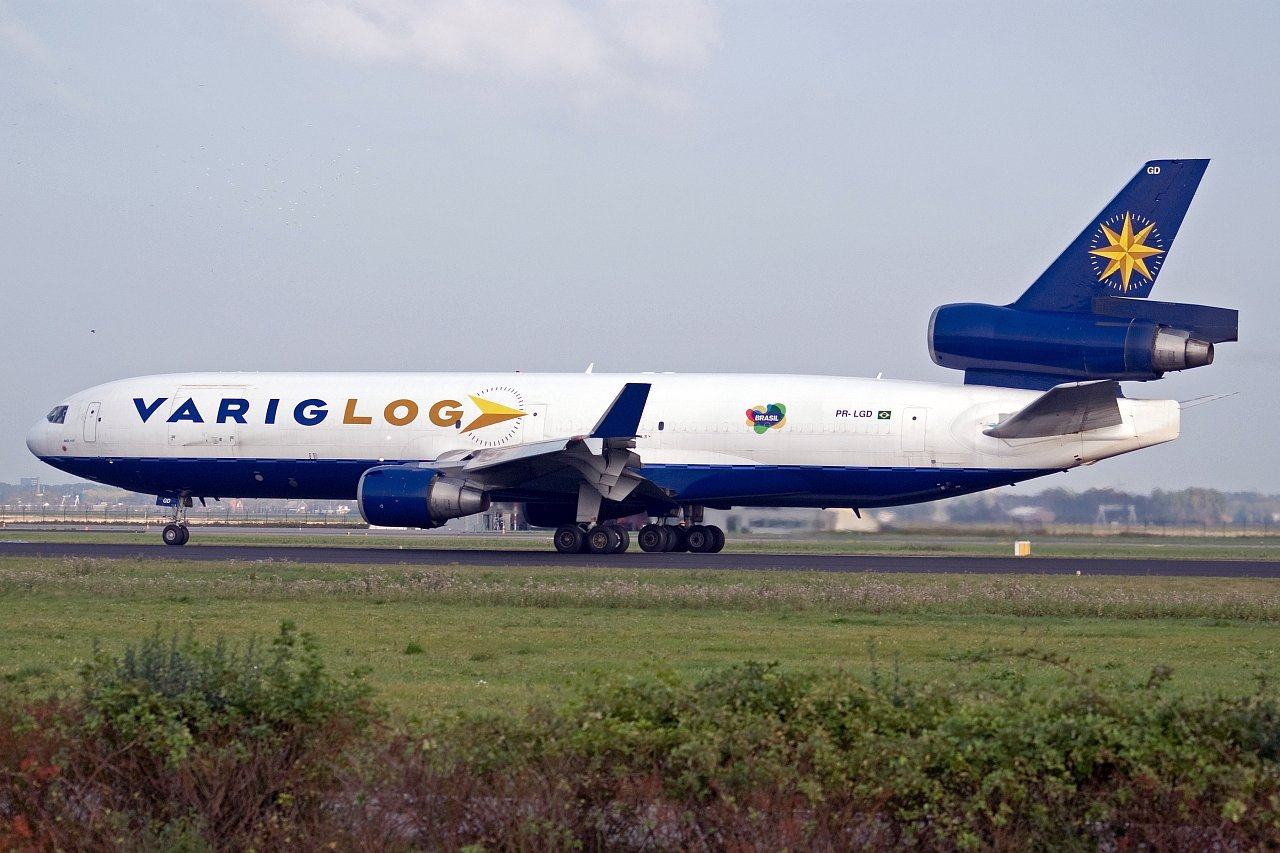
Le MD-11 impliqué dans l'accident, alors qu'il opérait pour (PR-LGD), ici en octobre 2007.

L'appareil impliqué, un McDonnell Douglas MD-11F, immatriculé Z-BAV, a été acquis auprès d'AWAS (en), une compagnie louant des avions à d'autre compagnie aérienne, basée à San Francisco. 
Livré en 1990, cet avion gros-porteur, équipé de trois moteurs Pratt & Whitney PW4460 a été le premier, appartenant à AWAS, à être loué à Korean Air en tant qu'avion de ligne, puis converti en cargo en 1995, avec comme immatriculation HL7372. Le 9 janvier 2002, il a subi un incident mineur, lorsque la queue de l'avion a heurté le tarmac lors du chargement à l'aéroport Kingsford-Smith de Sydney ; il a ensuite été rendu à AWAS en 2004. De 2005 à 2009, il a été loué à Varig Logística (en), une compagnie aérienne brésilienne spécialisé dans le transport de fret, qui l'a mis en service sous l'immatriculation PR-LGD. Enfin, douze jours avant l'accident, le 16 novembre 2009, la compagnie zimbabwéenne Avient Aviation (en) a repris l'avion et l'a réenregistré sous le numéro d'immatriculation zimbabwéenne Z-BAV.
Il y avait un équipage de sept personnes à bord. Quatre membres de l'équipage était originaires des États-Unis, un d'Indonésie, un de Belgique et un du Zimbabwe. Les membres du personnel navigant technique (PNT) étaient tous de nationalité américaine.

## Accident
Le vol 324 devait décoller dans la matinée pour un vol cargo à destination de Harare, au Zimbabwe, avec une escale prévue à l'aéroport international de Manas, au Kirghizistan. Les pilotes ont reçu l'autorisation de décoller de la piste 35R, longue de 4 000 m, de l'aéroport international de Shanghai-Pudong. Après un décollage inhabituellement long, le train d'atterrissage principal de l'avion n'a décollé que peu avant la fin de la piste. 

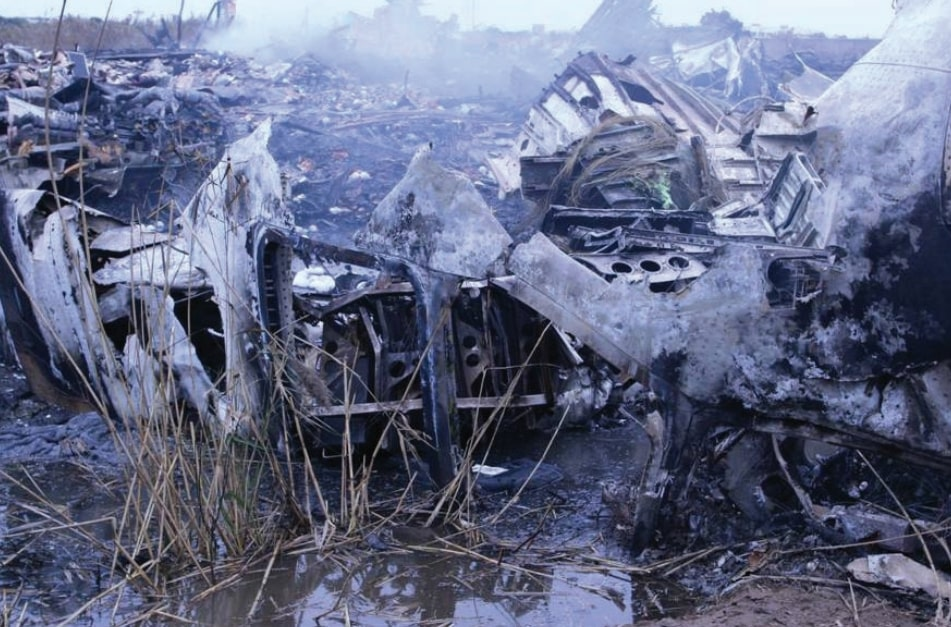
L'épave du MD-11 accidenté, photographiée peu après le crash du vol 324.

Cependant, le MD-11 a à peine réussi à prendre de l'altitude, en restant à environ 10 pieds (3 m) au-dessus du sol. L'avion a ensuite heurté l'éclairage de la piste et les antennes radio située en bout de piste, puis s'est écrasé au sol à 8 h 12, heure locale, juste à côté de la piste 35R et s'est disloqué sous la violence de l'impact.
Les sept membres de l'équipage ont été blessés dans l'accident et ont été transportés dans les hôpitaux locaux. Trois des quatre PNT sont décédés plus tard, tandis que le quatrième a survécu avec de graves blessures. Les trois autres membres d'équipage ont été légèrement blessés.

## Enquête
Les rapports d'enquête officiels ont été difficiles à obtenir ; puis le 28 février 2020, une traduction anglaise d'un "bref résumé" d'un rapport d'enquête chinois a été rendue publique. 
Selon ce rapport, les manettes des gaz, qui gèrent la poussée des moteurs, n'ont jamais été avancées en position de décollage et l'automanette n'est jamais passé en mode décollage. L'équipage a ensuite constaté, à travers plusieurs indices physiques dans le cockpit, que la poussée au décollage est anormalement basse, mais n'a pas réussi à identifier le problème, et n'a pris aucune mesure corrective pour y remédier. Les différentes simulations effectuées par les enquêteurs semblent indiquer qu'en appliquant des mesures correctives en temps, la récupération et la prévention de l'accident étaient possibles. 
La fatigue est également soupçonnée d'être un facteur contributif à cet accident, car parmi les membres d'équipage présent à bord, beaucoup d'entre eux souffrait de décalage horaire dû à de longs voyages et à de nombreux changements de fuseau horaire dans les jours précédent l'accident.